# Глубокий (Зимовниковский район)
Глубо́кий — хутор в Зимовниковском районе Ростовской области. Входит в состав Глубочанского сельского поселения.
Население - 842 (2010)

## История
Основана в конце XIX века как временное поселении Глубочанское калмыцкой станицы Власовской. Согласно данным первой Всероссийской переписи населения 1897 года в поселении проживало 175 душ мужского и 160 женского пола. Согласно Алфавитному списку населённых мест Области войска Донского 1915 года во временном поселении Глубочанском станицы Власовской имелось 90 дворов, проживало 321 душа мужского и 289 женского пола. 
Согласно переписи населения 1926 года хутор Глубокий относился к Глубочанскому сельсовету Зимовниковского района Сальского округа Северо-Кавказского края, в хуторе проживало 876 жителей, из них 642 украинцев и 224 великоросса

## География
Хутор расположен в пределах северной покатости Сальско-Манычской гряды, являющейся субширотным продолжением Ергенинской возвышенности, относящейся к Восточно-Европейской равнине, при балке Глубокая (левый приток реки Малый Гашун), на высоте 79 м над уровнем моря. Рельеф местности - холмисто-равнинный, местность общий уклон с запада на восток. В границах хутора имеются пруды. Почвенный покров комплексный: распространены почвы каштановые солонцеватые и солончаковые и солонцы (автоморфные)
По автомобильной дороге расстояние до Ростова-на-Дону составляет 320 км, до ближайшего города Волгодонск - 89 км, до районного центра посёлка Зимовники - 34 км, до административного центра сельского поселения хутора Плотников - 14 км. Близ хутора проходит региональная автодорога Зимовники - Ремонтное - Элиста

### Климат
Климат умеренный континентальный (согласно классификации климатов Кёппена-Гейгера - Dfa). Среднегодовая температура воздуха положительная и составляет + 9,3 °C, средняя температура самого холодного месяца января - 5,0 °C, самого жаркого месяца июля +  24,0 °C. Расчётная многолетняя норма осадков - 402 мм. Наименьшее количество осадков выпадает в феврале и марте (по 26 мм), наибольшее в июне (45 мм).

### Улицы
- ул. Береговая,
- ул. Западная,
- ул. Заречная,
- ул. Садовая,
- ул. Центральная,
- ул. Южная.

Часовой пояс
Глубокий, как и вся Ростовская область, находится в часовой зоне МСК (московское время). Смещение применяемого времени относительно UTC составляет +3:00.

## Население
Динамика численности населения
| 1897 | 1915 | 1926 | 2002 |
| ---- | ---- | ---- | ---- |
| 335  | 610  | 876  | 816  |

| 2010 |
| ---- |
| 842  |